# Henry Lalane
Henry Manuel Lalane Peguero (Hato Mayor del Rey, 3 marzo 1978) è un ex cestista dominicano.

## Carriera
Con la Rep. Dominicana ha disputato i Campionati americani del 2003.